# Escultura de l'Antic Egipte

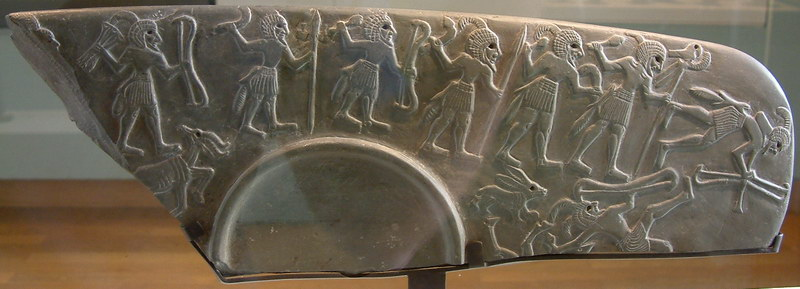
Període predinàstic. Paleta dels caçadors

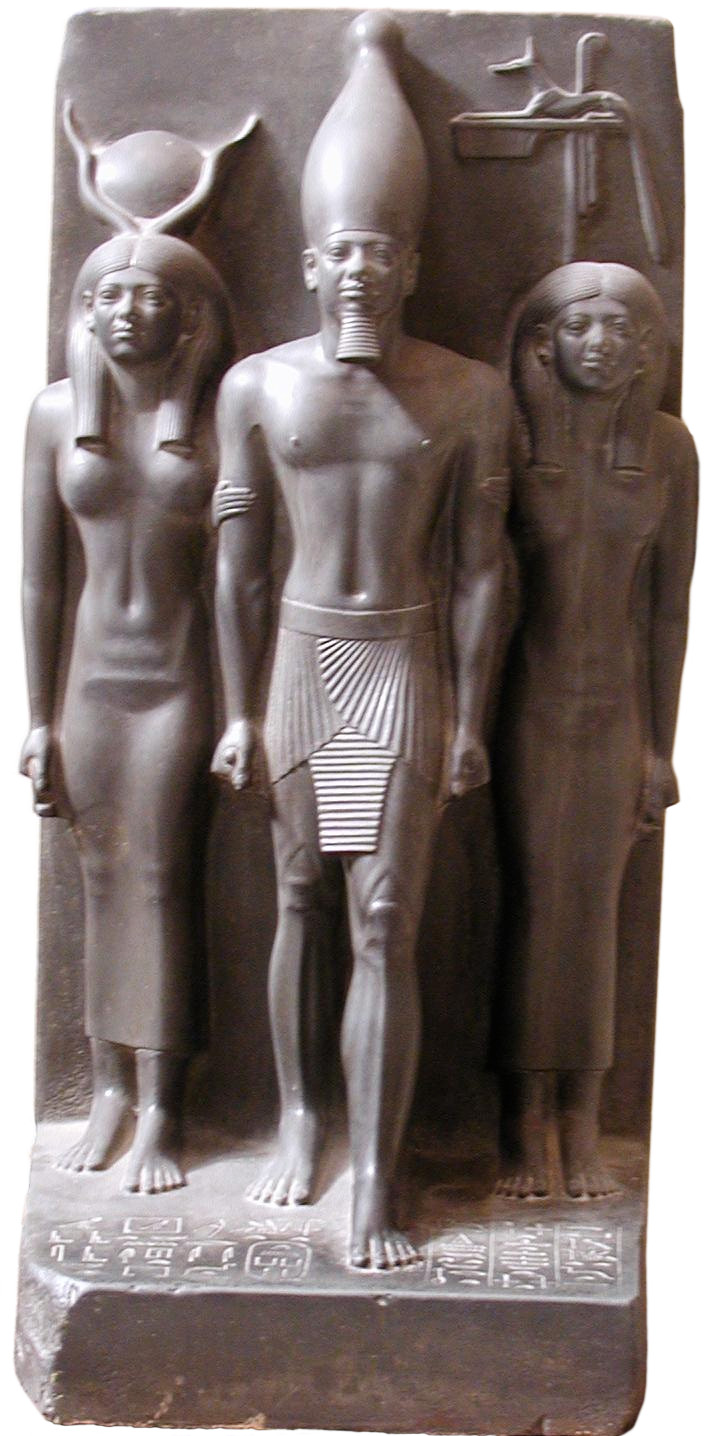
Imperi Antic. Menkaura

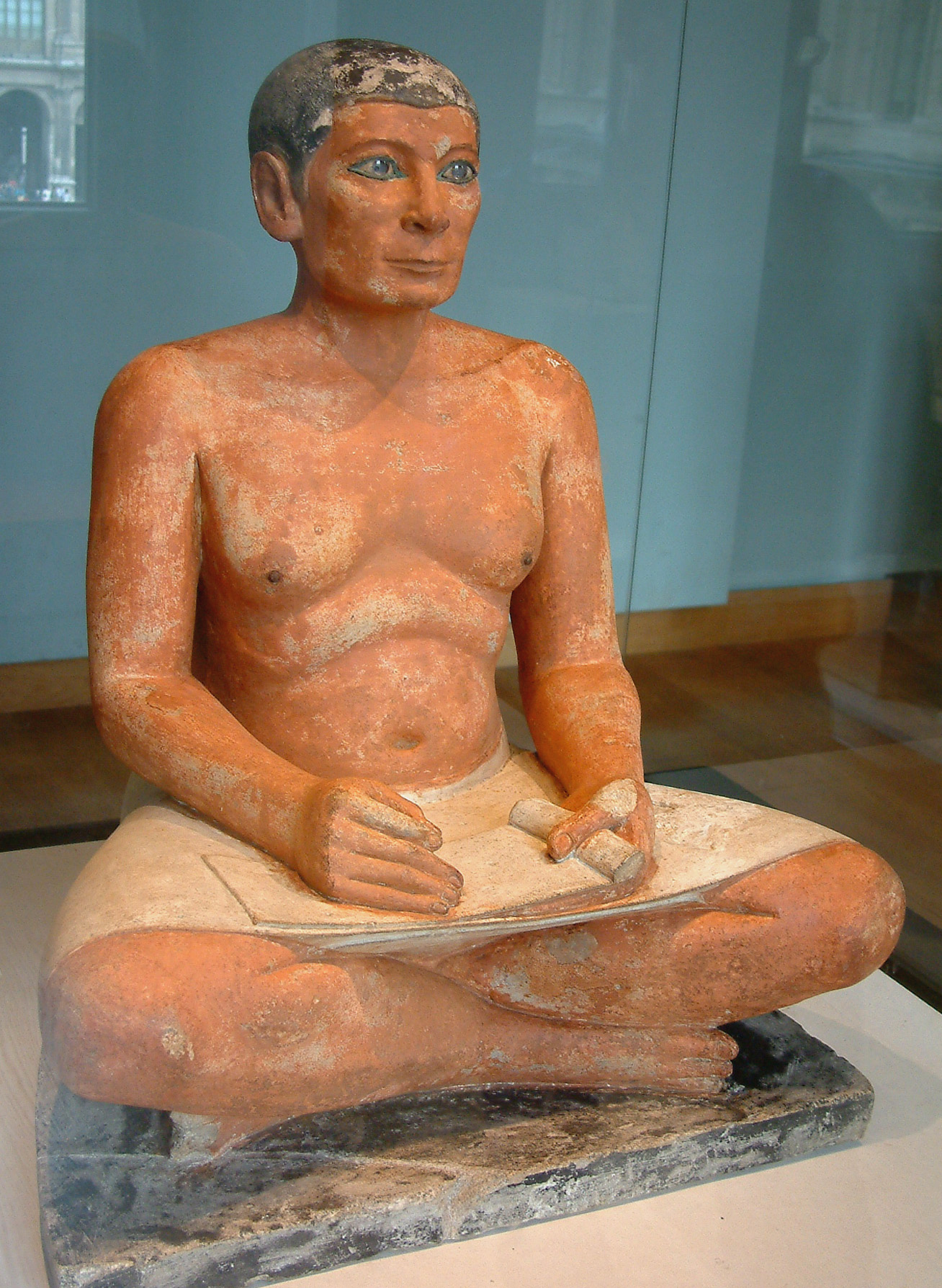
Imperi Antic. L'escriba assegut

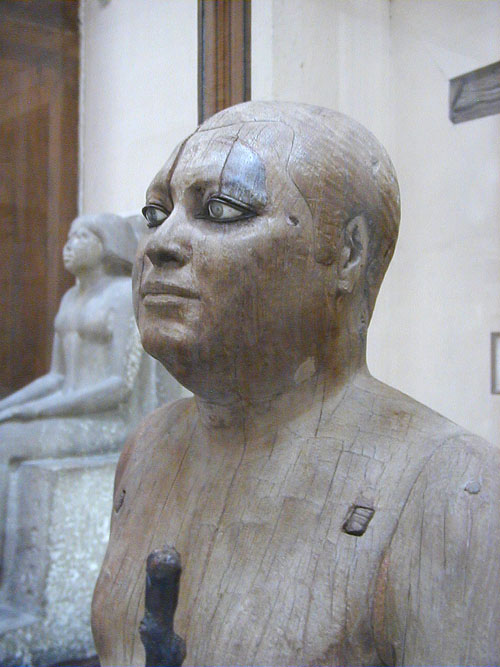
Kaaper, Cheik-El-Beled

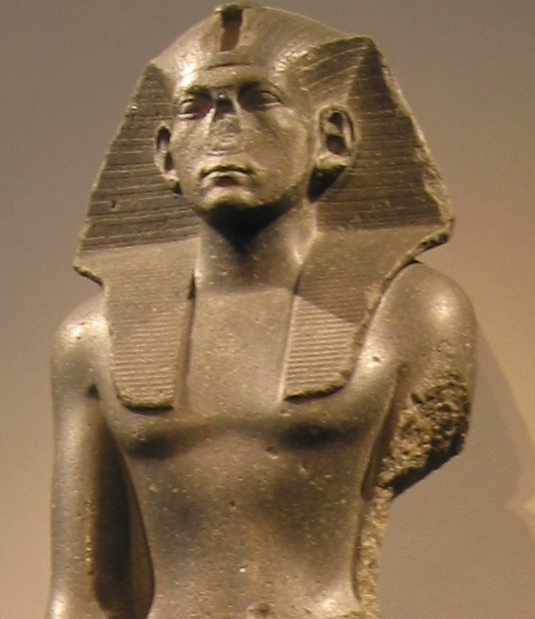
Imperi Mitjà.Amenemhet III

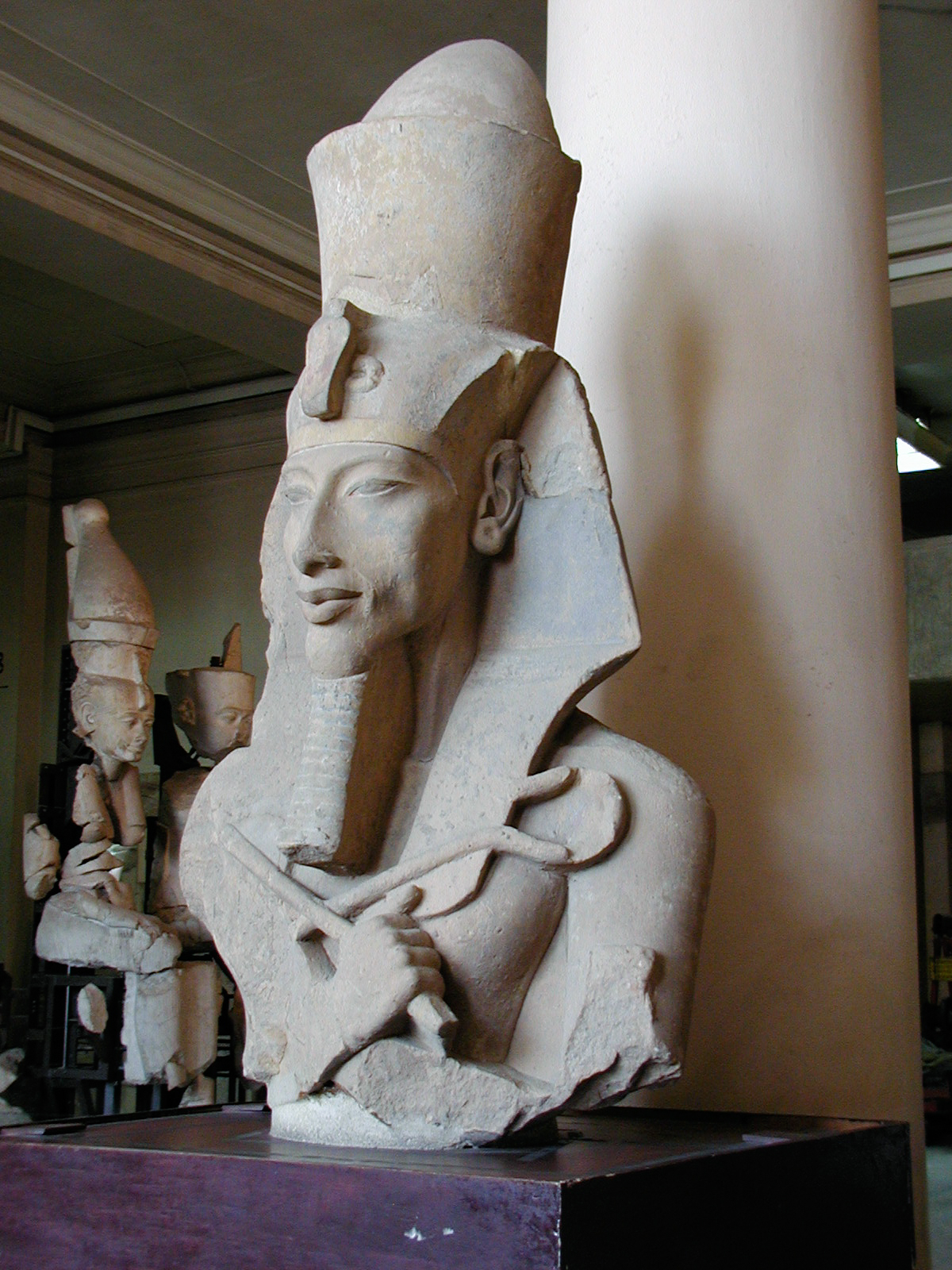
Imperi Nou. Akhenaton

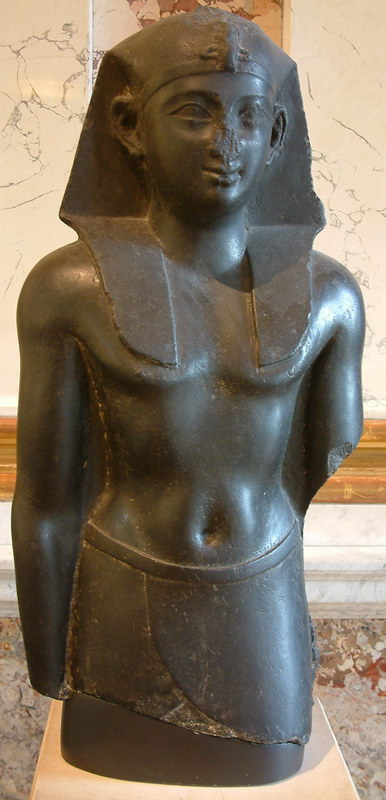
Dinastia ptolemaica

L'escultura en l'Antic Egipte es realitzava des del període predinàstic amb una gran perfecció en estatuària i baixos relleus; se'n conserven milers d'objectes elaborats en fusta, ivori, bronze (a vegades daurat i amb incrustacions d'or i argent), en fang cuit i, sobretot, en pedra, que per a les estàtues sol ser de molta duresa.
Els baixos relleus s'usen en inscripcions jeroglífiques, representacions de déus i faraons, de la vida domèstica, faenes agrícoles o escenes d'ultratomba, i sobretot per a commemorar victòries dels faraons.
Ja en les obres prehistòriques comencen a insinuar-se les característiques pròpies de l'art egipci. Els baixos relleus formen bandes paral·leles i els personatges més importants adquireixen més grandària. Durant l'època menfita es desenvolupa l'estatuària en relació amb l'arquitectura funerària. Les estàtues dobles del difunt, que n'asseguraven la supervivència, havien d'aconseguir una gran semblança. Per donar-hi més veracitat les pintaven i n'esmaltaven els ulls. Les característiques varien segons el rang: el faraó, per exemple, adoptava una actitud ritual hieràtica i solemne; molts més lliures i realistes són les estàtues de particulars realitzades en fusta o en pedra calcària pintada. L'estatuària de l'Imperi Nou cresqué amb l'arquitectura, que emprengué temples monumentals amb esfinxs i estàtues colossals frontals (apreciables només de front) i simètriques. Una altra novetat són les estàtues blocs, figures a la gatzoneta embolcallades en un mantell que sostenen una divinitat o objecte ocult.
Les estàtues representen en general divinitats mitològiques, faraons, personatges importants i, a vegades, persones senzilles ocupades en quefers domèstics, en cambres sepulcrals. Les dimensions varien considerablement des dels grans colossos dels temples d'Abu Simbel que fan quasi vint metres fins a les minúscules figuretes de pocs centímetres de longitud (generalment, de terra cuita, vernissades o esmaltades). Els relleus estaven policromats amb la tècnica de pintura al tremp: se'n mostren en les vitrines de diversos museus del món.
Es troben sovint a les tombes de l'època tebana unes estatuetes semblants a mòmies que representen per al difunt l'ofici de uixebtis, mentre que unes altres més grans i d'aspecte natural que també es col·locaven a les tombes són autèntics retrats del difunt, i servien de sustentació al ka, espècie de doble espiritual que suposaven que sobrevivia al cos del finat.
Els egipcis també creien que l'esperit del difunt es trobaria molt esverat i no podria aconseguir la resurrecció si no es mantenia íntegra la mòmia o la seua estàtua, per això procuraven fer-ne un fidel retrat, idealitzat en el cas dels faraons, i les estàtues sempre es representaven al més compactes possible perquè si en sobreeixien els membres podrien desprendre's amb el pas del temps i eren estàtues per a l'eternitat. Omplien les cambres sepulcrals de figuretes, pintures i relleus que representaven escenes de la vida domèstica, estris, ramats, treballs agrícoles i artesans, aliments, etc., per a esbarjo de l'esperit de la mòmia.
Les petites efígies de deïtats que es troben a les sepultures des de l'Imperi Mitjà s'introduïen fins en els embenatges de les mòmies i es consideraven protectores que servien de conjurs o amulets, així com algunes estatuetes d'ivori que representen divinitats o animals sagrats com l'escarabat (Khepri), l'ibis (Thot) i altres de mitològiques, que solen portar algun orifici que indica que servien com a collarets.
Les estàtues de faraons es disposen sempre dempeus amb el tronc recte, els braços pegats al cos o recolzats sobre les cuixes si eren asseguts. Quan s'expressa l'acció de caminar, quasi sempre avancen el peu esquerre.
Si l'efígie de l'estàtua és asseguda sobre el sòl (com ocorre amb els escribes), s'encreuen o ajunten les cames i s'hi posa un papir desplegat damunt.
En tot cas es representa els egipcis sense barbes i els estrangers barbats o amb el tipus i costums del respectiu país de procedència.

## Característiques generals
Les escultures i baixos relleus se cenyien a una sèrie de convencionalismes, cànons o normes que es mantingueren invariables en quasi tots els períodes durant tres mil anys.
- Llei de la frontalitat: les figures són concebudes per ser vistes de front; són molt simètriques, com si s'hagueren esculpit respecte d'un eix central, i les dues parts són molt semblants.
- Jerarquia: les figures més importants eren esculpides més grans i detallades que les dels altres personatges, i amb actituds hieràtiques.
- Hieratisme: amb absència d'expressivitat i rigidesa d'actituds, com a signes de respecte i divinitat. Només en alguns períodes s'acosten al naturalisme.

En els baixos relleus, a més:
- Cànon de perfil: les figures es representaven amb el rostre, braços i cames de perfil, mentre que el tronc i l'ull estaven esculpits de front, amb un elegant criteri estètic que perdurava pràcticament invariable.
- Absència de perspectiva: no hi havia profunditat sinó juxtaposició de figures en un mateix pla.
- Ús de colors plans: s'utilitzen colors de tons uniformes, amb un codi que respon més a criteris simbòlics que a realistes.

En l'època d'Akhenaton n'hi hagué un canvi de cànons. Les figures apareixen tal com eren els models realment, sense idealitzar-los i amb una certa tendència a humanitzar-los; apareixen amb caps allargats, cames grosses i curtes, i estómacs botits. S'acostaven més al naturalisme moltes escultures i representacions gravades en tombes de nobles i potentats de l'època

## Períodes artístics
Tot i que les escultures egípcies mostren un segell característic del seu art i una certa uniformitat d'estil, es diferencien uns grups d'altres, segons el període de la història de la següent manera:
- L'escultura de l'imperi antic és hieràtica quan representa déus i faraons, però en els cortesans és de tendència naturalista, i es distingeix per la majestat i realisme de la figura humana, copien amb molta perfecció les faccions del personatge i les escenes de la vida: es troben als temples i tombes. Entre els millors models destaca l'estàtua de fusta d'un personatge anomenat Kaaper, col·loquialment cheik-el-beled ('l'alcalde del poble'), que data de la dinastia V (s. XXIV ae). Un altre exemple d'escultura d'aquest període és L'escriba assegut.

- En l'imperi mitjà se segueix la tradició menfita, però amb més realisme, i donen als faraons un aspecte afable, allargant lleument les figures.

- L'imperi nou és l'època de l'expansió polític del país i s'hi multipliquen les estàtues i se n'elaboren algunes de grandària colossal: les adossen als temples, representen el faraó, a qui es dediquen. Totes porten a la mà un rotlle, un ceptre, etc. També s'introdueixen els dromos o avingudes processionals amb esfinxs i es commemoren les gestes militars i els ritus religiosos en baixos relleus tallats als murs i pilons dels temples. Les estàtues perden el caràcter realista i tornen a estar subjectes al cànon, amb la típica expressió rígida.

- El període tardà (des de mitjan s. VII ae) produí una reacció extremadament realista, allargà més les figures i afinà la tècnica escultòrica, malgrat que el material preferit per a això, de vegades, era el basalt i altres pedres de gran duresa. S'abandona la talla de colossos des d'aquesta època. Es poblen d'efígies els temples i augmenta l'escultura en bronze. Pertanyen a la mateixa època la majoria dels bronzes mitològics guardats als museus.

- L'influx grec, ja present en el període saïta, s'intensifica en el període hel·lenístic i l'època de dominació romana: es dona més dolçor i correcció a les estàtues, tot i que no poques s'esculpiren encara amb la típica expressió hieràtica; i altres, procedents de l'escola neomenfita, resulten fredes i rígides per copiar-se les unes a les altres sense referència directa del natural, com en temps antics.

En totes les èpoques es gravaren innombrables pedres precioses per a segells, collarets o amulets, i hi figuren sobretot déus i textos amb jeroglífics. Les més freqüents són els escarabeus (escarabats tallats amb la closca en relleu i un text jeroglífic gravat a la part inferior). Els camafeus amb figures en relleu apareixen en l'època ptolemaica i són tots hel·lenístics i tallats a Alexandria.